# Sociedade Musical Ordem e Progresso

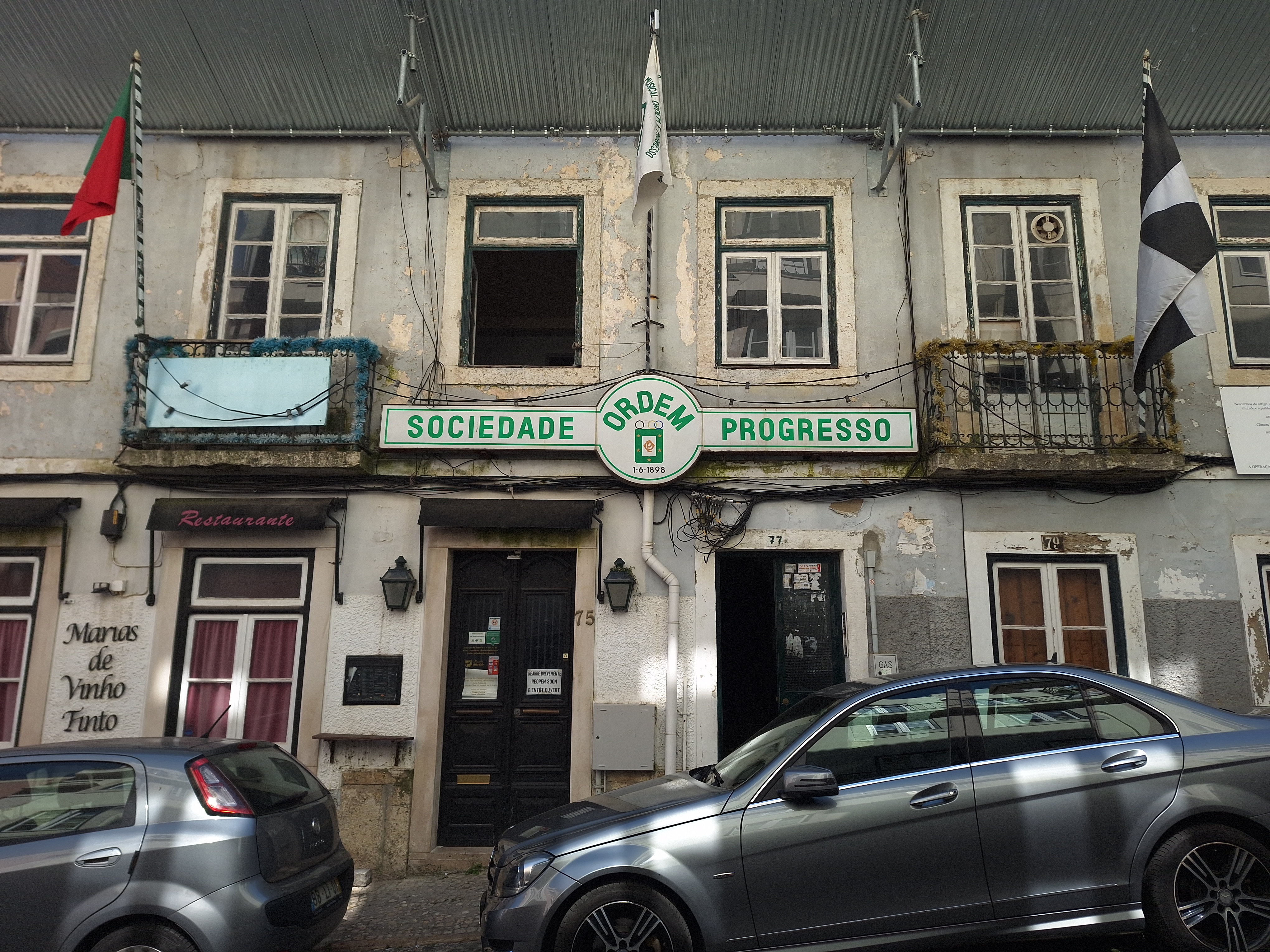
Sede em Lisboa em 2024

Emblema da Sociedade Musical Ordem e Progresso

A Sociedade Musical Ordem e Progresso é uma associação cultural, desportiva e recreativa sediada na Rua do Conde, freguesia da Estrela no concelho de Lisboa. Fundada a 1 de junho de 1898, encontra-se entre as mais antigas coletividades ainda em atividade em Lisboa.
Na sala de espetáculos da Sociedade Musical Ordem e Progresso existem placas evocativas de um concerto dos Xutos & Pontapés, de performances dos Parodiantes de Lisboa, ou das atrizes Eva Todor e Luísa Satanela que lá atuaram no ínicio do século XX. Foi também neste palco que, em setembro de 1957, foi levada pela primeira vez à cena a obra O Marinheiro de Fernando Pessoa, publicada 44 anos antes no n.º 1 da revista Orpheu, com encenação da Companhia Teatro d'Ensaio.
A Sociedade Musical Ordem e Progresso participou uma única vez nas Marchas Populares de Lisboa, tendo tido a seu cargo a organização da marcha da Lapa no ano de 1940.